# Polikarpov Po-2

Po-2

O Polikarpov Po-2 (também conhecido como U-2), foi um biplano de uso geral produzido na União Soviética entre 1928 e 1952.

## Histórico
As suas características técnicas de confiabilidade, simplicidade e baixo custo, aliadas às várias possibilidades de uso: ataque ao solo, reconhecimento aéreo, guerra psicológica e avião de ligação durante a guerra, fizeram dele um dos mais versáteis aviões leves construídos pela União Soviética. Até 1978, ele continuava sendo o avião que permaneceu em produção pelo maior período de tempo que qualquer outro na era soviética.
Ele foi um dos aviões produzidos em maior número, e pode ter sido o biplano mais produzido de toda a história da aviação. Mais de 40.000 Po-2 podem ter sido produzidos entre 1928 e 1953. No entanto os registros de produção para o Po-2 e o U-2 dão conta apenas de algo entre 20.000 e 30.000 unidades. com a produção sendo encerrada em 1952. Registros corretos são difíceis de obter devido a pequenas produções de oficinas independentes e aeroclubes, que continuaram até 1959.
|  |

## Variantes
- U-2
- U-2A
- U-2AO
- U-2AP
- U-2G
- U-2KL
- U-2LSh
- U-2LPL
- U-2M
- U-2P
- U-2S
- U-2SS
- U-2ShS
- U-2SP
- U-2SPL
- U-2UT
- U-2LNB
- U-2VS
- U-2NAK
- U-3
- U-4
- Po-2
- Po-2A
- Po-2GN
- Po-2L
- Po-2P
- Po-2S
- Po-2S-1
- Po-2S-2
- Po-2S-3
- Po-2ShS
- Po-2SP
- RV-23
- CSS-13
- CSS S-13
- E-23